# John Larsen (Sportschütze, 1913)
John Harry Larsen senior (* 27. August 1913 in Oslo; † 5. August 1989 ebenda) war ein norwegischer Sportschütze.

## Erfolge
John Larsen nahm an den Olympischen Spielen 1952 in Helsinki und an den Spielen 1956 in Melbourne teil. In der Disziplin Laufender Hirsch erzielte er mit 413 Punkten die höchste Punktzahl und wurde damit vor Olof Sköldberg und Tauno Mäki Olympiasieger. Vier Jahre darauf belegte er in diesem Wettbewerb mit 390 Punkten den achten Rang.
Larsen wurde 1949 in Buenos Aires und 1952 in Oslo insgesamt siebenmal Weltmeister. 1949 gewann er das Einzel im Einzelschuss sowie im Einzel- und Doppelschuss, zudem war er mit der Mannschaft im Einzel- und Doppelschuss erfolgreich. In Oslo folgten Titelgewinne im Einzel des Einzelschusses und des Doppelschusses sowie in den jeweiligen Mannschaftswettbewerben. 1954 sicherte er sich in Caracas zudem Silber mit der Mannschaft im Einzelschuss, sowie Bronze in der Mannschaftskonkurrenz im Doppelschuss.
Sein Sohn John Larsen junior war ebenfalls olympischer Sportschütze.